# Ephippiochthonius nidicola
Espèce
Synonymes
- Chthonius nidicola Mahnert, 1979

Ephippiochthonius nidicola est une espèce de pseudoscorpions de la famille des Chthoniidae.

## Distribution
Cette espèce se rencontre en Suisse et en Allemagne.

## Description
Les mâles mesurent de 1,07 à 1,14 mm.

## Publication originale
- Mahnert, 1979 : Zwei neue Chthoniiden-Arten aus der Schweiz (Pseudoscorpiones). Revue Suisse de Zoologie, vol. 86, no 2, p. 501-507 (texte intégral).